# Mobil (film, 2016)
A Mobil (eredeti címe: Cell) 2016-ban bemutatott amerikai tudományos-fantasztikus horrorfilm, mely Stephen King azonos című, 2006-ban megjelent regénye alapján készült. A film rendezője Tod Williams.

## Cselekmény
A cselekmény középpontjában egy rejtélyes jelenség áll, amely miatt az emberek ok nélkül brutális támadásokat hajtanak végre, és mintha el lennének kapcsolva a valóságtól. A történet főszereplője Clay Riddell (alakítja: John Cusack), aki megpróbálja túlélni és megfejteni ezt a rejtélyt egy csoport túlélő társaságában.

## Szereplők
| Szerep                 | Színész            | Magyar hang      |
| ---------------------- | ------------------ | ---------------- |
| Clayton "Clay" Riddell | John Cusack        | Széles Tamás     |
| Thomas "Tom" McCourt   | Samuel L. Jackson  | Kőszegi Ákos     |
| Alice Maxwell          | Isabelle Fuhrman   | Pekár Adrienn    |
| Sharon Riddell         | Clark Sarullo      | Dobó Enikő       |
| Johnny Riddell         | Ethan Andrew Casto | Rostás Ábel      |
| Charles Ardai          | Stacy Keach        | Berzsenyi Zoltán |
| Jordan                 | Owen Teague        |                  |
| Geoff                  | Wilbur Fitzgerald  |                  |
| Sally                  | Catherine Dyer     |                  |
| Roscoe                 | E. Roger Mitchell  |                  |
| Chloe                  | Alex ter Avest     |                  |

### Magyar változat
- Magyar szöveg: Szojka László
- Felvevő hangmérnök: Darvas Bence
- Hangmérnök és vágó: Hegyessy Ákos
- Gyártásvezető: Mészáros Szilvia
- Szinkronrendező: Berzsenyi Zoltán
- Produkciós vezető: Legény Judit

A szinkront a Laborfilm Szinkronstúdió készítette el.

## Bemutató és fogadtatás
A filmet 2016-ban mutatták be, és vegyes kritikai fogadtatásban részesült. Az alkotásra jellemzőek a látványos horrorelemek és a gondolatébresztő témafeldolgozás.

## Fordítás
Ez a szócikk részben vagy egészben  a   Cell (film) című angol Wikipédia-szócikk fordításán alapul.  Az eredeti cikk szerkesztőit annak laptörténete sorolja fel. Ez a jelzés csupán a megfogalmazás eredetét és a szerzői jogokat jelzi, nem szolgál a cikkben szereplő információk forrásmegjelöléseként.